# Formulazione LES
La LES, Large Eddy Simulation è un modello matematico usato nella fluidodinamica computazionale (CFD) per lo studio di fenomeni turbolenti.
Teorizzata nel 1963 dal meteorologo americano Joseph Smagorinsky per la modellazione delle correnti atmosferiche, è ancora oggetto di grande interesse sia per i suoi possibili sviluppi, sia perché si pone come una via di mezzo tra una modellazione di tipo RANS (più rapida ma più approssimativa) e una simulazione numerica diretta DNS (più esatta ma dal costo computazionale proibitivo).

## Funzionamento
Nei fenomeni di turbolenza, in seno al fluido si generano strutture vorticose di grandi dimensioni, che trasferiscono via via la loro energia a strutture sempre più piccole, fino ad arrivare alle strutture più piccole che dissipano questa energia. Questo fenomeno è chiamato cascata di Richardson.
and little whorls have lesser whorls; and so on to viscosity.
(in the molecular sense)»
e i piccoli vortici generano vortici ancora più piccoli; e così via fino alla viscosità.
(in senso molecolare)»
(Lewis Fry Richardson - Gioco di parole sulla poesia "A Budget of Paradoxes" (1915) di  Jonathan Swift)
Diversamente dai modelli RANS, con la LES si simulano direttamente le strutture vorticose più grandi, e si affidano alla modellazione solo le strutture vorticose più piccole fino a quelle che dissipano l'energia, dette di Kolmogorov.
È quindi una metodologia più accurata rispetto alla RANS.